# Haçane Arrama
Haçane Arrama (em árabe: حسن الرماح; romaniz.: Hasan ar-Rammah; falecido em 1295) foi um químico e engenheiro árabe durante o Sultanato Mamluk que estudou armas de fogo e explosivos e esboçou protótipos de instrumentos de guerra, incluindo o primeiro torpedo. Arrama chamou seu torpedo inicial de "um ovo que se move e queima." Era feito de duas frigideiras de metal presas uma à outra e cheias de nafta, limalha de metal e salitre. Ele foi projetado para se mover através da superfície da água, impulsionado por um grande foguete e mantido em curso por um pequeno leme.
Arrama inventou vários novos tipos de pólvora, e ele inventou um novo tipo de fusível e dois tipos de isqueiros.